# Magellan (sonde spatiale)
Pour les articles homonymes, voir Magellan.
Magellan est une sonde spatiale interplanétaire américaine lancée en 1989 qui a réalisé la première carte détaillée de la surface de Vénus. Pour parvenir à percer la couche épaisse de nuages qui entoure la planète, la sonde a mis en œuvre un radar à synthèse d'ouverture. Au cours de sa mission, la sonde a également mesuré le champ gravitationnel de la planète.
Le projet Magellan résulte de la résurrection d'un premier projet, baptisé VOIR, arrêté pour des raisons budgétaires. Pour pouvoir développer Magellan, la NASA dut sacrifier tous les instruments autres que le radar et réutiliser de nombreux composants développés dans le cadre d'autres missions. La mission fut une réussite totale et s'acheva le 12 octobre 1994. La sonde porte le nom du navigateur et explorateur portugais Fernand de Magellan.

## Contexte

### L'exploration spatiale de Vénus
La planète Vénus a été avant les explorations spatiales qualifiée de planète sœur de la Terre, avec un diamètre, une masse et une densité similaires, mais cachée par sa couverture nuageuse qui fait pratiquement obstacle à toute observation par des télescopes optiques. À partir de 1962, les sondes américaines puis russes (programme Venera) montrent une planète où la température au sol avoisine les 450°C dans une atmosphère de gaz carbonique. Les deux sondes russes et l'américaine Pioneer Venus Orbiter, placées en orbite autour de Vénus en 1978 n'ont pu cartographier son relief.

### Le projet de sonde VOIR

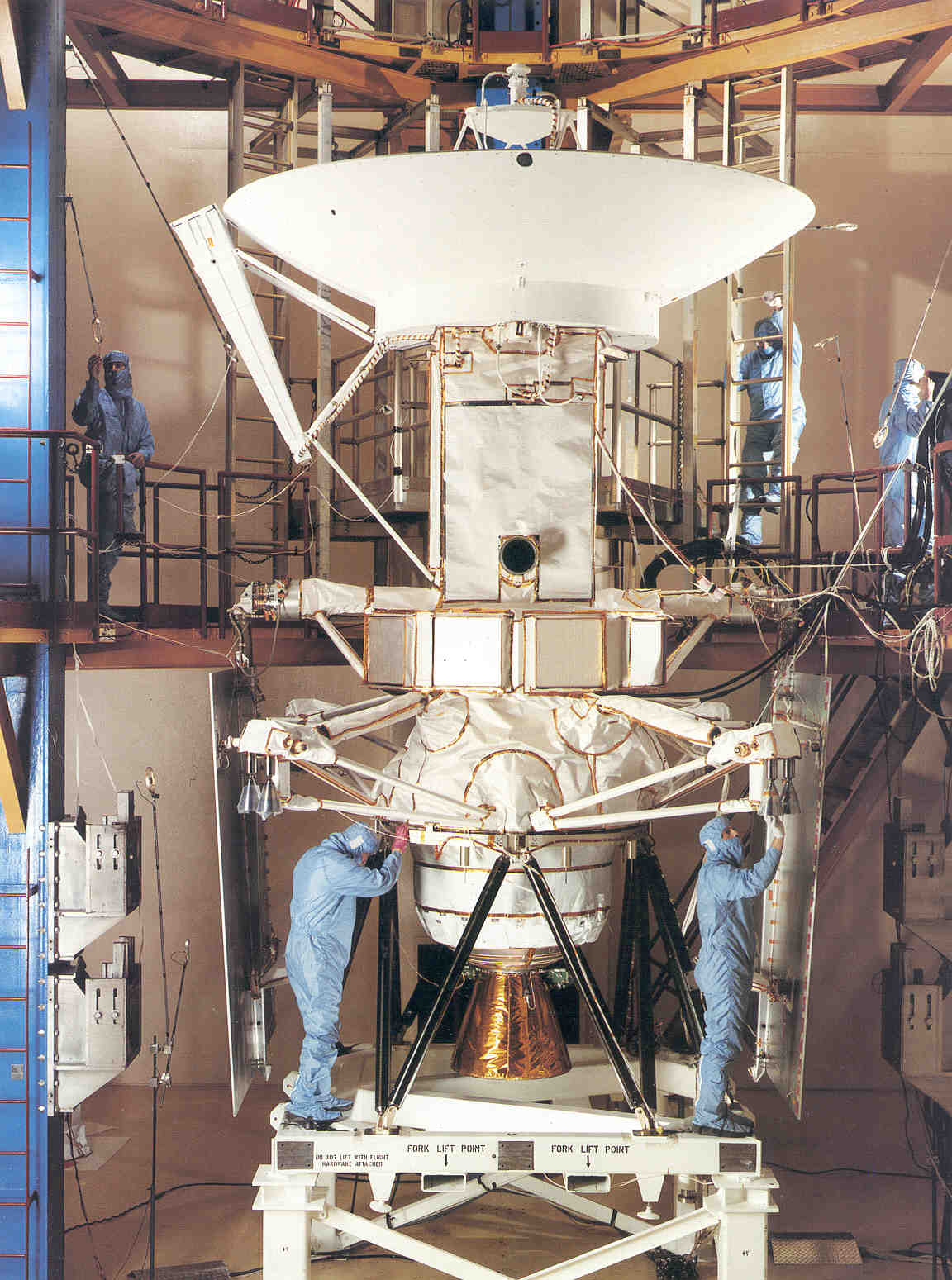
La sonde Magellan peu avant son lancement.

Au début des années 1970, deux équipes de la NASA se mettent à étudier une mission de cartographie de Vénus utilisant un radar : l'équipe du Centre de recherche spatiale Ames propose un engin basé sur la sonde Pioneer Venus que le centre est en train de mettre au point tandis que le JPL propose de développer une nouvelle sonde spatiale baptisée VOIR (Venus Orbiting Imaging Radar) dotée d'un radar utilisant soit une antenne parabolique similaire à celles montées sur les sondes Voyager et Pioneer soit une antenne réseau à commande de phase. Pour réduire le coût, le centre Ames propose d'insérer la sonde sur une orbite elliptique nécessitant moins de carburant tandis que la proposition du JPL est de placer la sonde sur une orbite circulaire : la sonde recueille ainsi les données à altitude constante ce qui simplifie le retraitement de celles-ci.
En 1977, la NASA opte pour le développement du projet VOIR. En parallèle, la NASA développe sa maitrise du radar à synthèse d'ouverture : en 1978, l'agence spatiale lance le satellite d'observation terrestre Seasat qui constitue la première application spatiale civile de cet instrument. Bien que la mission ait été victime d'une défaillance au bout d'une centaine de jours, les résultats obtenus impressionnent la communauté scientifique. Au début des années 1980, les industriels Martin Marietta Aerospace, Hughes Aircraft et Goodyear Aerospace Corporation remettent une proposition pour le développement de VOIR. La NASA inscrit la mission dans son budget 1981 pour un lancement par la navette spatiale américaine  en 1983 ; cette date est repoussée par la suite à 1986. VOIR doit réutiliser certains composants comme les panneaux solaires fabriqués comme pièces de rechange pour Mariner 10, l'électronique de Voyager, l'altimètre radar de Pioneer Venus et le radar de Seasat. Son radar fonctionne sur la fréquence de 25 cm plus longue que celle des radars aéroportés pour pouvoir percer la couche particulièrement épaisse des nuages. Outre le radar, VOIR doit embarquer plusieurs instruments. Il est prévu que la circularisation de l'orbite autour de Vénus soit réalisée en utilisant la technique balbutiante et risquée de l'aérofreinage qui permet d'économiser une quantité importante de carburant. En 1981, le président Ronald Reagan arrive au pouvoir et demande immédiatement à la NASA de réduire son budget. L'agence spatiale se voit dans l'obligation d'arrêter un de ses programmes majeurs. Le projet de la sonde VOIR, dont le coût est à l'époque estimé à 680 millions de dollars et dont la date de lancement vient d'être repoussée en 1988, est annulé.

### Résurrection de la mission de cartographie de Vénus
Immédiatement après l'annulation de VOIR, les ingénieurs et les scientifiques impliqués élaborent un nouveau projet permettant d'atteindre les mêmes objectifs à un coût compatible avec les impératifs budgétaires du moment. Pour réduire son coût, la nouvelle sonde baptisée Venus Radar Mapper (VRM) n'emporte plus qu'un seul instrument scientifique, le radar. La résolution de celui-ci, de 500-600 mètres, est inférieure à celle prévue pour VOIR. On renonce à l'orbite circulaire : la sonde doit être placée sur une orbite elliptique moins coûteuse en carburant au prix d'un retraitement plus complexe des données car celles-ci seront recueillies à une distance variable de la surface. L'antenne utilisée pour le radar est également celle utilisée pour les télécommunications. Enfin, la plupart des composants de la sonde sont soit des pièces de rechange issues de sondes existantes ou en développement soit des évolutions d'équipements existants. Bien que ne faisant pas partie des programmes d'exploration du système solaire à bas coût mis en place à l'époque par la NASA (Planetary Observer pour les planètes intérieures et Mariner Mark II pour les planètes extérieures), VRM en reprend largement la philosophie. Le coût résultant était estimé à l'époque à 300 millions de dollars soit la moitié de celui du projet VOIR. En 1984, le projet est sélectionné par la NASA : l'agence n'avait plus lancé le développement de nouvelles sondes interplanétaires depuis de nombreuses années. La société Martin Marietta à Denver est retenue pour développer la sonde spatiale tandis que la réalisation du radar est confiée à Hughes Space and Telecommunications. La sonde est rebaptisée en 1985 Magellan en l'honneur du navigateur et explorateur portugais Fernand de Magellan .

## Objectifs scientifiques de la mission
Les objectifs de la mission Magellan sont :
- obtenir une image radar de pratiquement l’ensemble de la surface de Vénus avec l'équivalent d'une résolution optique d'un kilomètre ;
- réaliser une carte topographique avec une résolution spatiale de 50 km et une résolution verticale de 100 mètres ;
- cartographier le champ de gravité de la planète avec une résolution de 700 km et une précision de 2 à 3 milligals (1 gal = 1 cm/s2) ;
- parvenir à une compréhension globale de la structure géologique de la planète y compris la distribution de sa densité et sa dynamique.

## Caractéristiques de la sonde spatiale

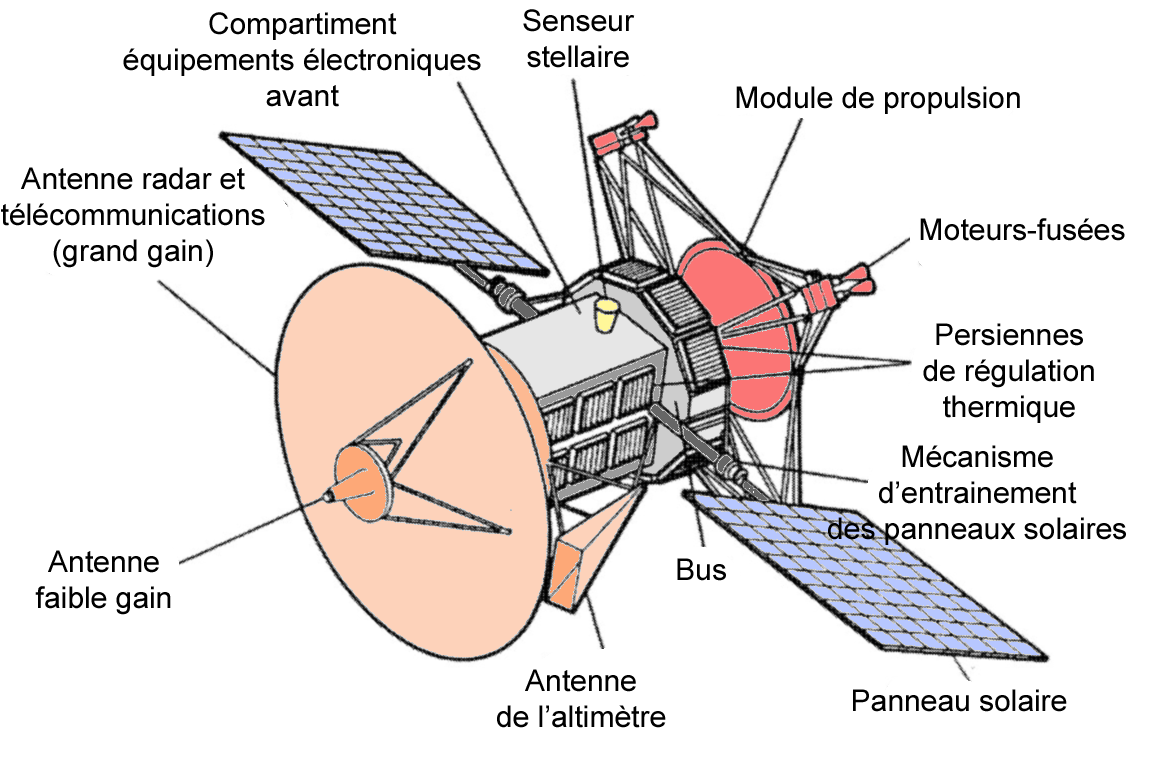
Schéma 1 : principaux composants de la sonde.

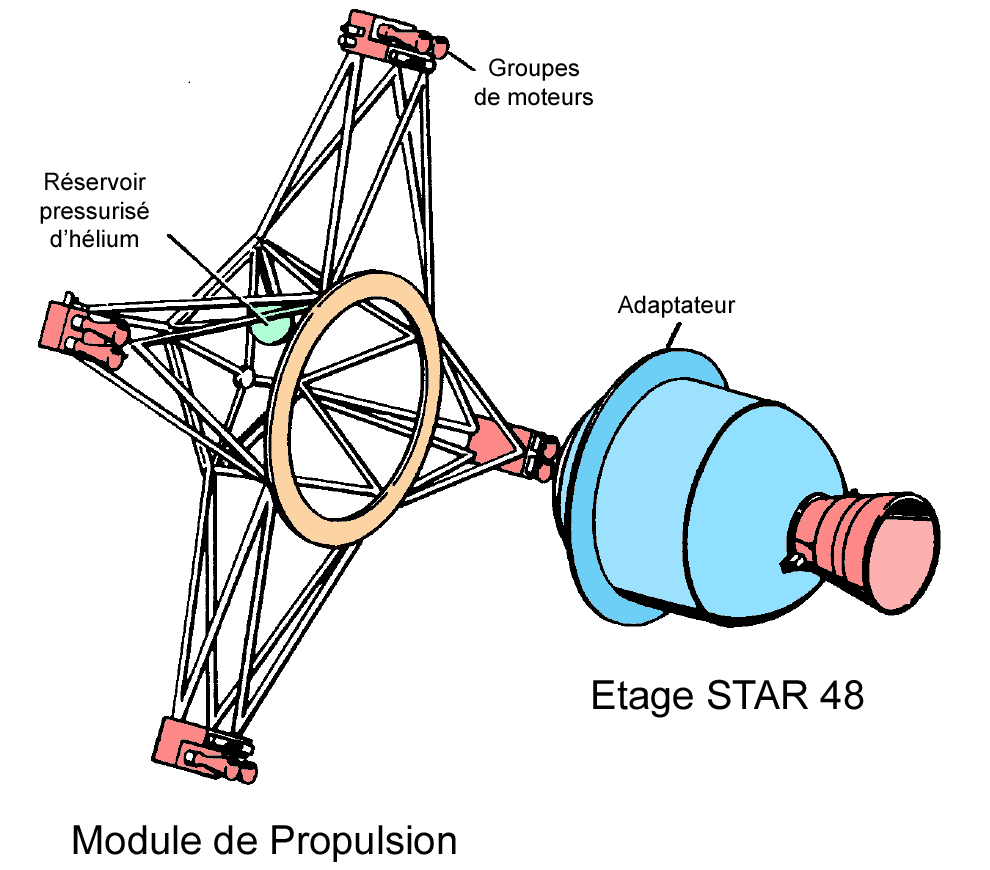
Module de propulsion et étage Star48.

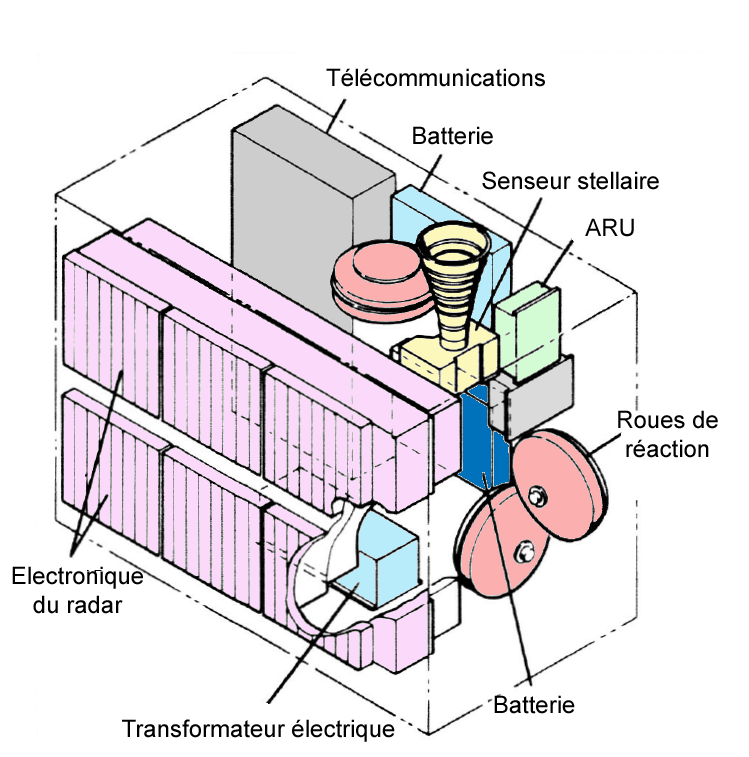
Compartiment d'équipements avant.

Magellan est une sonde spatiale de 3 453 kg dont 2 146 kg pour le moteur chargé d'insérer la sonde en orbite autour de Vénus. Lorsque ses panneaux solaires sont déployés, la sonde forme un ensemble haut de 4,6 mètres et d'une envergure de 10 mètres. Magellan comprend de haut en bas (cf schéma 1), :
- l'antenne parabolique grand gain de 3,7 mètres de diamètre est une structure constituée de couches de graphite epoxy sur une âme réalisée en nid d'abeilles d'aluminium. Elle sert à la fois d'antenne radar et d'antenne de télécommunications. Une antenne en forme de corne utilisée pour les mesures altimétriques lui est accolée : il s'agit d'une structure en aluminium longue de 1,5 mètre et pesant 6,8 kg ;
- le compartiment avant, formant un parallélépipède rectangle de 1,7 × 1 × 1,3 mètre en aluminium usiné chimiquement pour l'alléger, contient l'électronique du radar et des télécommunications ainsi que le système de contrôle d'attitude. La chaleur dégagée par ce compartiment qui consomme 200 watts électriques est évacuée par des persiennes ;
- deux panneaux solaires orientables sont rattachés par des axes pivotant à deux des côtés du compartiment avant ;
- la plateforme de la sonde est une structure en aluminium en forme de prisme droit à 12 côtés d'un diamètre de 2 mètres et d'une épaisseur de 42,4 cm. C'est un héritage du programme Voyager. Ses dix compartiments contiennent notamment l'ordinateur de vol, le système de stockage des données, l'électronique contrôlant l'orientation des panneaux solaires et les dispositifs pyrotechniques. Son centre évidé contient le réservoir d'hydrazine alimentant les moteurs de la sonde spatiale ;
- un ensemble de poutrelles formant une croix supportant à chacune de ses extrémités plusieurs moteurs-fusées destinés à effectuer les manœuvres orbitales et contrôler l'orientation de la sonde spatiale. Au centre de ces poutrelles se trouve un réservoir contenant l'hélium utilisé pour mettre sous pression l'hydrazine injecté dans les moteurs ;
- l'étage de fusée à propergol solide de 2 146 kg chargé d'insérer la sonde spatiale en orbite autour de Vénus.

De nombreux composants de la sonde ont été développés dans le cadre d'autres missions : Voyager (plateforme, antennes), Galileo (ordinateur de bord, distribution électrique), Ulysses....

### Télécommunications
La sonde spatiale Magellan utilise la bande S (émetteur de 5 watts) pour envoyer vers la Terre les informations sur son fonctionnement et la bande X (émetteur de 20 watts)  pour transmettre les données scientifiques recueillies sur Vénus. L'antenne parabolique grand gain, héritée du programme Voyager est utilisée pour transmettre les données collectées à l'aide du radar. Son débit est de 268,8 ou de 115 kilobits par seconde en fonction de la taille de l'antenne réceptrice sur Terre. La largeur du faisceau est de 2,2° en bande S et de 0,6° en bande X. Lorsque l'antenne grand gain ne peut être utilisée (notamment lorsqu'elle est utilisée par le radar et pointée vers la surface de Vénus), la sonde peut avoir recours à une antenne moyen gain fixée sur le compartiment avant ou à une antenne faible gain omnidirectionnelle fixée sur la source de l'antenne grand gain. L'antenne moyen gain de forme conique a une largeur de faisceau de 18 °. Elle est utilisée notamment lors des manœuvres d'insertion en orbite autour de Vénus et durant certaines phases du transit entre la Terre et Vénus. Elle peut être utilisée également dans des situations d'urgence lorsque l'antenne grand gain n'est pas pointée vers la Terre avec suffisamment de précision. L'antenne faible gain omnidirectionnelle a une largeur de faisceau de 180°. Elle est utilisée notamment pour reprendre le contrôle de la sonde spatiale lorsque le système de contrôle d'attitude est défaillant,.

### Énergie
L'énergie est fournie par deux panneaux solaires orientables qui fournissent 1 200 watts au niveau de l'orbite de Vénus. Les panneaux solaires de 2,5 × 2,5 mètres sont repliés sur le corps de la sonde durant le lancement et déployés une fois la sonde dans l'espace. Pour maintenir la température des panneaux solaires en dessous de 115 °C, 35 % de la surface du côté des cellules solaires et 100 % de la face arrière sont couvertes de miroirs réfléchissants.

### Propulsion
L'insertion en orbite autour de Vénus est effectuée par un étage de fusée à propergol solide de 2 246 kg STAR-48B dont 2 014 kg de propergol. Ce moteur d'apogée a été développé pour placer les satellites de télécommunications sur leur orbite géostationnaire. Les manœuvres orbitales et les corrections d'orientation sont prises en charge par plusieurs propulseurs mono propergol utilisant de l'hydrazine placés aux quatre extrémités de la structure en forme de croix située à l'arrière de la sonde. On trouve à chacun des quatre coins deux moteurs-fusées d'une poussée de 445 newtons utilisées pour les corrections de trajectoire ou d'orbite importantes, un moteur-fusée de 22 N. utilisé pour limiter le roulis durant ces manœuvres et une grappe de 3 propulseurs de 0,9 N pour le contrôle de l'orientation,.

### Contrôle d'attitude
La sonde Magellan est stabilisée trois axes c'est-à-dire que son orientation est fixe dans un référentiel stellaire. Le système de contrôle d'attitude est très sollicité puisqu'à chaque orbite la sonde modifie complètement son orientation à quatre reprises pour tourner son antenne principale alternativement vers le sol de Vénus et vers la Terre. Sur un cycle de 243 jours, ceci représente 7 800 modifications d'attitude. Pour ne pas avoir à emporter d'importantes réserves de carburant affectées à cette tâche, Magellan utilise des roues de réaction pour corriger ou modifier l'orientation de la sonde assistées des petits propulseurs de 0,9 newton de poussée affectés à cette tâche. L'orientation est périodiquement contrôlée à l'aide de senseurs solaires et d'un viseur d'étoiles,.
Lors d'essais réalisés après la mise en orbite le 10 aout 1990, les techniciens du JPL perdent la liaison radio avec Magellan le 16 août. Selon la programmation de l'ordinateur de bord, si l'absence de liaison dure plus de 18 heures, une procédure d'urgence déclenche la recherche de la Terre par Magellan, mais le contact reprend dans la matinée du 17 août, sans que la procédure d'urgence soit nécessaire. L'interruption de liaison se répète une seconde puis une troisième fois dans la nuit du 22 au 23 août, les techniciens y remédient en déconnectant plusieurs systèmes de sécurité. Selon le JPL, ces pannes pourraient être causées par des rayons cosmiques ou des particules solaires ionisées affectant l'électronique de Magellan.

### Autres systèmes
Lorsque le radar fonctionne, les données collectées sont enregistrées temporairement avant retransmission sur deux enregistreurs à bande magnétique redondants, héritages de la sonde Galileo.

### Instrumentation scientifique
Pour des raisons de coût, Magellan n'embarque qu'un seul instrument scientifique. Le radar à synthèse d'ouverture SAR (Synthetic Aperture Radar) fonctionne dans la fréquence 2,385 GHz en consommant 325 watts. Son antenne permet de balayer une bande d'une largeur qui peut atteindre 25 km. Les données collectées représentent un volume de 806 kilobits par seconde.
Le radar SAR peut jouer trois rôles :
- il peut cartographier avec une résolution de 150 mètres ;
- il peut être utilisé comme altimètre pour mesurer les reliefs avec une résolution de 30 mètres ;
- enfin, il peut mesurer la température au sol (radiomètre) avec une précision de 2 degrés Celsius.

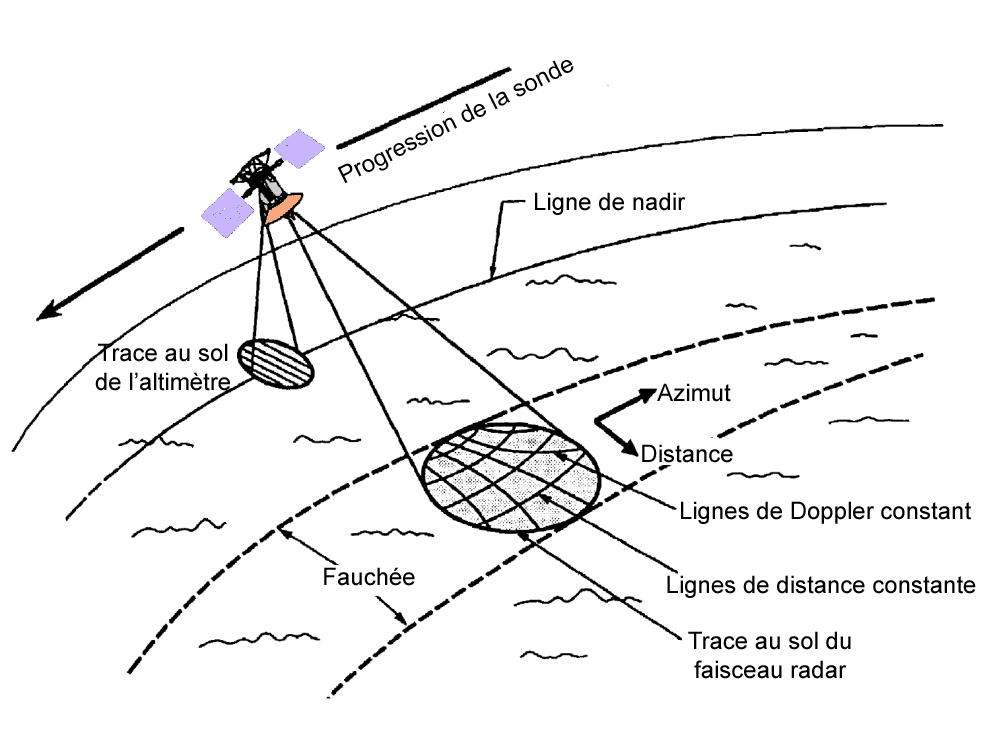
Schéma global du recueil des données scientifiques.
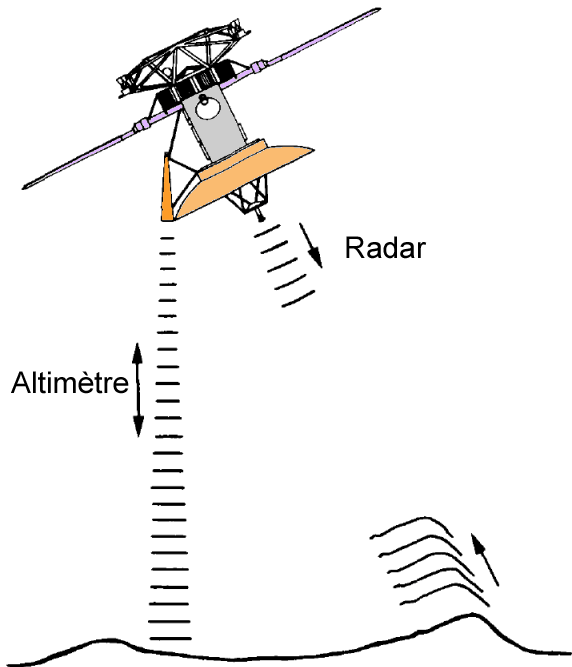
Mesures radar et altimétriques.
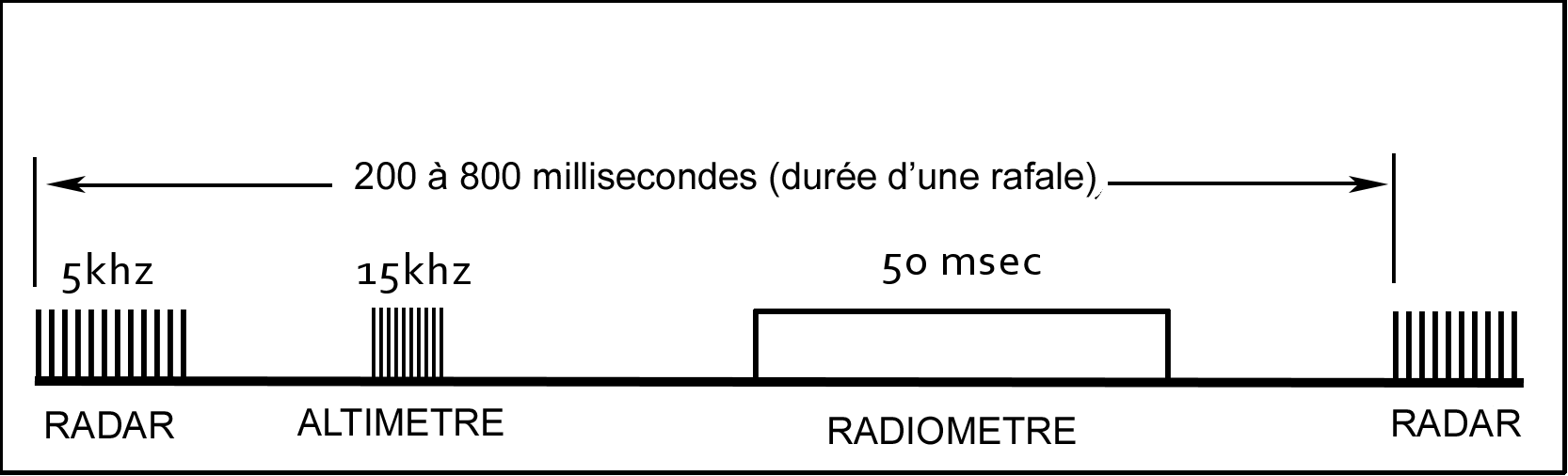
Séquence élémentaire des émissions radar altimétrique et de radiométrie.

## Déroulement de la mission

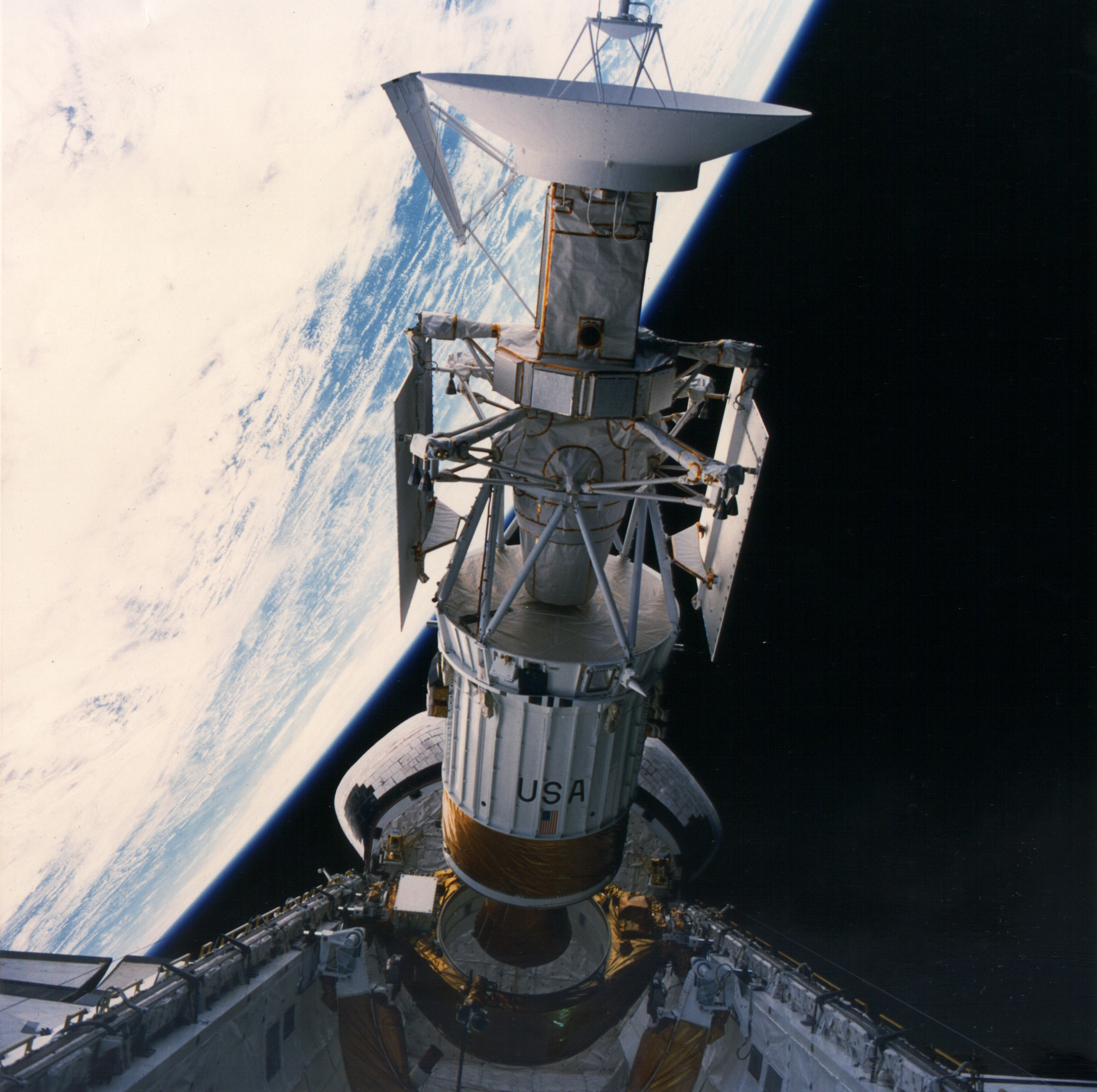
La sonde Magellan accouplée avec l'étage IUS est extraite de la soute de la navette spatiale.

### Lancement et mise en orbite autour de Vénus
La sonde Magellan doit être lancée par la navette spatiale américaine en 1988 : celle-ci devait la larguer en orbite basse, puis un étage Centaur G solidaire de la sonde devait être mis à feu pour placer la sonde sur une orbite de transfert vers la planète Vénus. Mais l'accident de Challenger vient bouleverser le calendrier de lancement très chargé des navettes, en imposant une période de moratoire durant laquelle aucun lancement n'est possible. La sonde spatiale est lancée le 4 mai 1989 par la navette spatiale Atlantis (mission STS-30). Il faut 462 jours à la sonde pour arriver à destination et se placer sur son orbite autour de Vénus le 10 août 1990.

### Orbite de travail

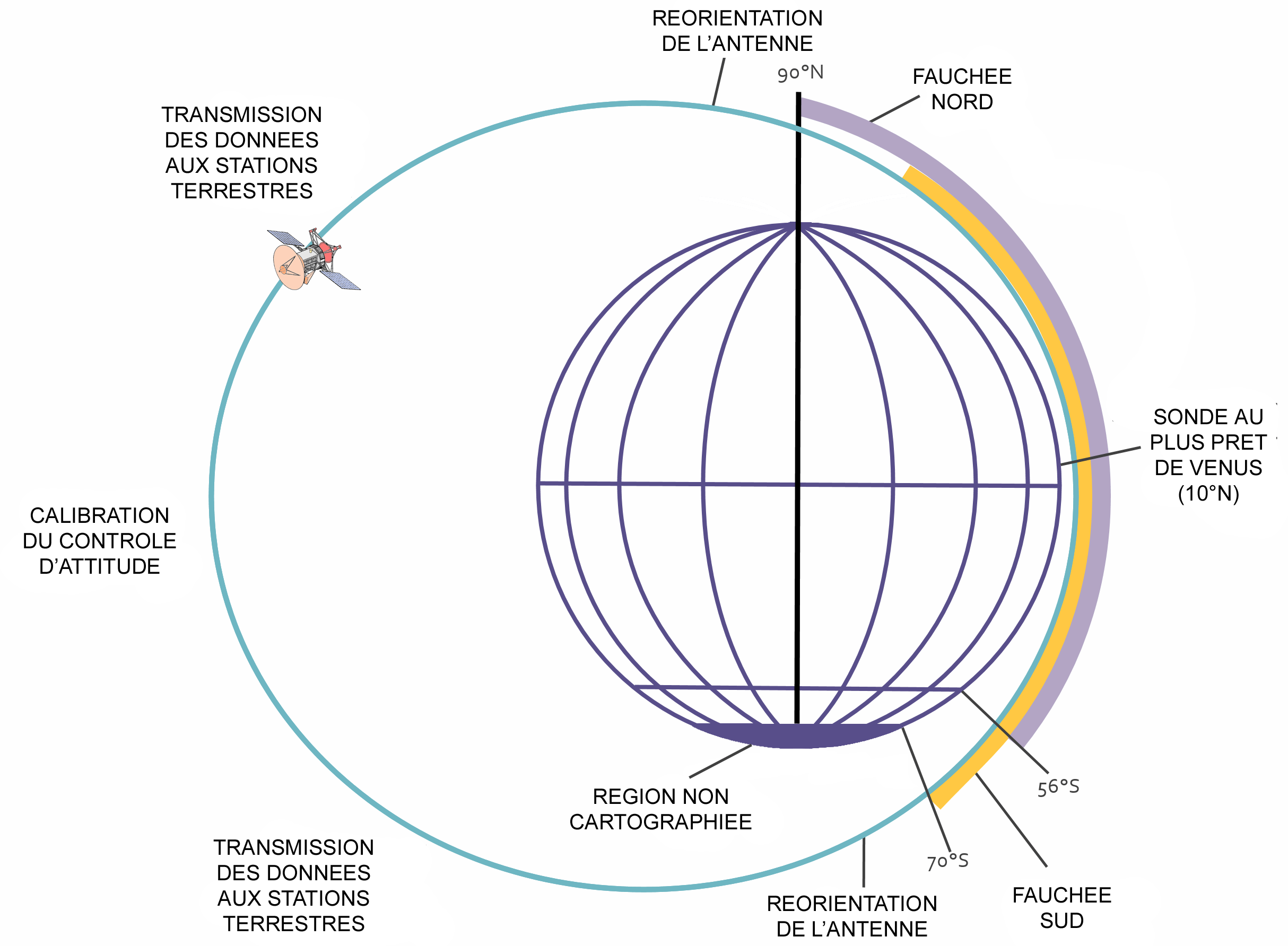
Schéma 2 : déroulement d'une orbite durant le cycle 1.

La sonde spatiale Magellan se déplace autour de la planète Vénus sur une orbite polaire elliptique de 294 km (périapside) sur 8 543 km (apoapside) et une inclinaison de 86° que la sonde parcourt en 189 minutes. L'inclinaison a été choisie pour que la sonde survole à plus faible distance les zones du pôle nord, qui présentent des caractéristiques qui intriguent les scientifiques, plutôt que le pôle sud. La sonde recueille des données lorsqu'elle passe au plus près de la planète donc lorsqu'elle survole un des deux hémisphères de la planète (cf schéma). La rotation du plan orbital du fait des irrégularités du champ de gravité est très faible car, contrairement à la Terre, Vénus est une sphère presque parfaite. Par ailleurs, la vitesse de rotation de Vénus sur elle-même est lente car la période de rotation sidérale a une durée de 243 jours terrestres. Il en résulte que la trace au sol de la sonde est décalée de seulement 20 km au niveau de l'équateur d'une orbite à la suivante. Le recouvrement entre les zones cartographiées (largeur de la bande cartographiée par le radar : 25 km) entre deux passes successives est donc important. Le recouvrement est encore plus important aux latitudes hautes aussi la sonde alterne-t-elle une orbite durant laquelle le radar balaie les latitudes comprises entre 56° sud et 90° nord avec une orbite où sont cartographiées les latitudes comprises entre 70° sud et 56° nord. L'antenne du radar est inclinée de 35° pour que les données recueillies fournissent un meilleur aperçu du relief. Comme l'orbite n'est pas circulaire, la distance au sol varie durant la phase de fonctionnement du radar.
Sur les 189 minutes que dure le parcours d'une orbite, seules 37 minutes sont attribuées aux observations radar. Durant le reste de son parcours, la sonde passe l'essentiel de son temps à transmettre les données recueillies. Après la phase de recueil des données, la sonde oriente son antenne vers la Terre puis transmet les données au cours de deux sessions de 57 minutes séparées au moment où la sonde se trouve au point de son orbite le plus éloigné de la planète par une courte phase de recalage du contrôle d'attitude. L'orientation de l'antenne est de nouveau modifiée avant que la sonde entame une nouvelle passe à basse altitude au-dessus de la surface de la planète.

### Les «cycles» de la mission
La mission est divisée en cycles : chaque cycle a une durée de 243 jours qui correspond à une période de rotation sidérale de Vénus. Au bout d'un cycle, Vénus a effectué un tour complet sur elle-même et l'ensemble de la planète a défilé sous les instruments de la sonde Magellan. La longévité de la sonde a permis de cartographier la planète durant 5 cycles entre le 15 septembre 1990 et le 23 août 1994.

#### Cycle 1: 15 septembre 1990 - 14 mai 1991
Durant le premier cycle, qui s'étend du 15 septembre 1990 au 14 mai 1991, 83,7 % de la surface de Vénus est cartographiée avec l'antenne radar inclinée sur la gauche. L'altitude de la sonde varie de 2 000 km au niveau du pôle nord à 290 km à la latitude 9,5° nord. La zone cartographiée va du pôle nord jusqu'à 75° de latitude sud. Au pôle nord, la résolution est de 100 à 110 mètres selon la latitude.

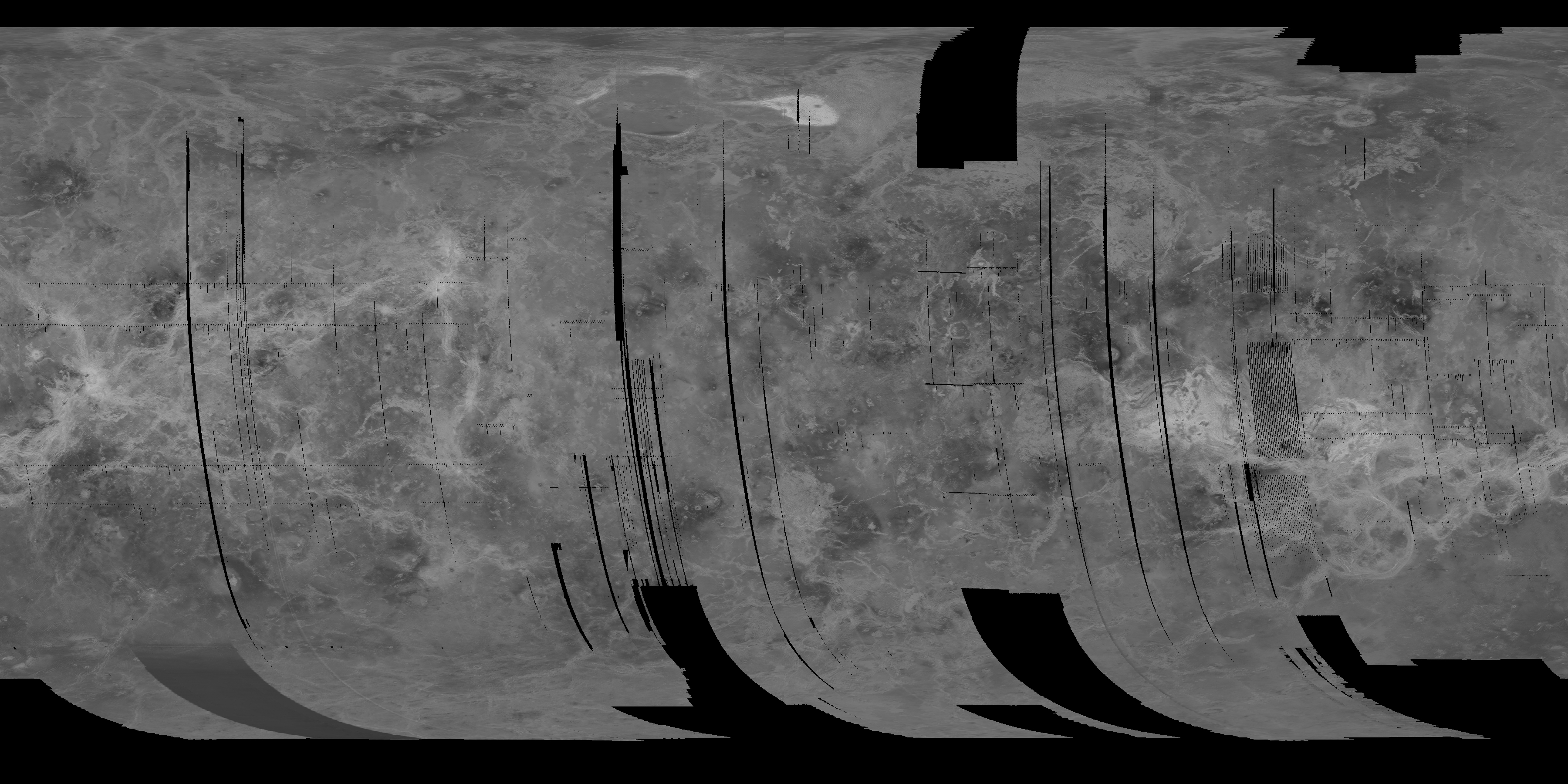
Carte produite à l'issue du 1er cycle : en noir les portions de la surface non cartographiées.

#### Cycle 2: 15 mai 1991 - 14 janvier 1992
L'objectif du second cycle, qui s'étend du 15 mai 1991 au 14 janvier 1992, est de cartographier les zones qui ne l'ont pas été durant le cycle 1 en particulier la région du pôle sud. 54,5 % de la surface de Vénus est cartographiée avec l'antenne radar inclinée sur la droite ce qui donne une couverture globale avec le cycle 1 de 96 %.

#### Cycle 3: 15 janvier 1992 - 13 septembre 1992
L'objectif du troisième cycle, qui s'étend du 15 janvier 1992 au 13 septembre 1992, est de prendre des images qui, combinées avec celles du cycle 1, fournissent des images stéréo. L'antenne radar est inclinée sur la gauche mais selon un angle légèrement différent du cycle 1. Durant le cycle 3, 21,3 % de la surface de Vénus et la couverture globale est de 98 %.

#### Cycle 4: 14 septembre 1992 - 23 mai 1993
L'objectif du quatrième cycle, qui s'étend du 14 septembre 1992 au 23 mai 1993, est d'effectuer des mesures du champ de gravité de Vénus. L'antenne est pointée vers la Terre et les changements d'accélération dus aux variations de l'intensité de la gravité sont mesurés par le décalage Doppler des émissions radio. La précision de la mesure est de 0,1 mm/s2.

#### Cycle 5: 24 mai 1993 - 29 août 1994
L'objectif du cinquième cycle, qui s'étend du 24 mai 1993 au 29 août 1994, est de compléter les mesures du champ de gravité de Vénus en modifiant l'orbite. En effet, la précision des mesures est nettement plus faible aux pôles du fait de l'altitude plus élevée de la sonde au-dessus de ces régions. Pour améliorer la qualité des données, l'orbite est en partie circularisée en utilisant, entre le 24 mai et le 2 août 1993, la technique de l'aérofreinage jusqu'à ce que la sonde circule sur une orbite de 540 × 180 km avec une périodicité de 94 minutes. Puis, les mesures du champ de gravité reprennent à l'identique de ce qui avait été fait durant le cycle 4.

### Fin de la mission
À compter de début septembre, une dernière expérience est effectuée avant la mort programmée de la sonde. L'orbite de la sonde est abaissée jusqu'à pénétrer dans les couches supérieures de l'atmosphère vénusienne et les panneaux solaires sont inclinés dans des directions opposées (comme les ailes d'un moulin à vent) de manière que la traînée générée par le frottement de l'atmosphère crée un couple de forces sur la sonde. L'expérience consiste à mesurer la poussée à exercer pour annuler ce couple (en utilisant les moteurs de la sonde) et empêcher la sonde d'entrer en rotation. Ces mesures donnent en retour des informations sur cette partie de l'atmosphère.
Puis, plusieurs manœuvres à compter du 14 septembre abaissent encore l'apoapside jusqu'à une altitude de 136 km qui entraîne sa rentrée dans l'atmosphère vénusienne et sa destruction. Le dernier contact avec la sonde a lieu le 12 octobre 1994.

## Résultats scientifiques

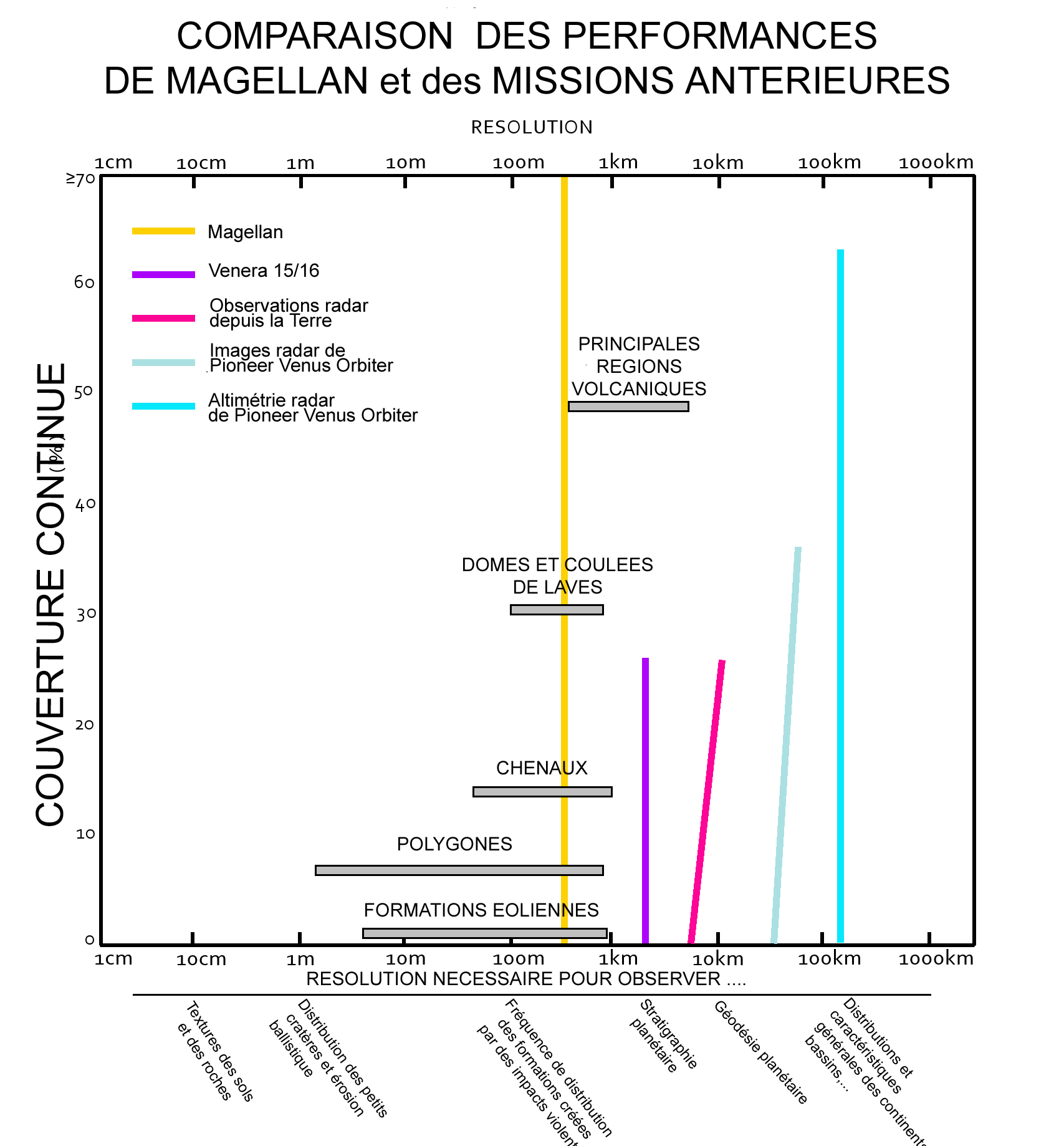
Comparaison des performances de Magellan (taux de couverture, résolution) par rapport aux missions qui l'ont précédé et aux observations effectuées depuis la Terre.

La mission a permis d'établir une carte relativement détaillée de Vénus qui constitue encore en 2011 la représentation la plus précise de la surface de la planète. L'étude des images à haute résolution a fourni des éléments permettant de comprendre l'incidence respective des impacts de météorites, du volcanisme et de la tectonique sur la formation des structures de surface de Vénus. La surface de Vénus est essentiellement recouverte de matériaux produits par le volcanisme : les vastes plaines de lave, les champs de petits dômes de lave et les grands volcans boucliers sont communs. Il y a peu de cratères d'impact ce qui suggère que les structures de surface sont d'un point de vue géologique récentes (moins de 800 millions d'années). La présence de chenaux de lave de 6 000 km de long est sans doute due à des écoulements de lave d'une viscosité extrêmement faible produite en grand volume. Les grands dômes volcaniques en forme de galette suggèrent la présence d'une lave produite par l'évolution à grande échelle des roches de la croûte. On ne retrouve pas à la surface de Vénus les signes indicateurs de la tectonique des plaques terrestre : dérive des continents et zones de divergence. La tectonique de Vénus est dominée par un système de zones de failles globales et de nombreuses structures de grande taille en forme de dôme baptisées couronnes et créées par le soulèvement et l'affaissement du magma sous le manteau. Bien que Vénus ait une atmosphère dense, les structures de surface ne présentent aucun signe d'érosion éolienne et les transports de sable et de poussière semblent limités.

### Galerie

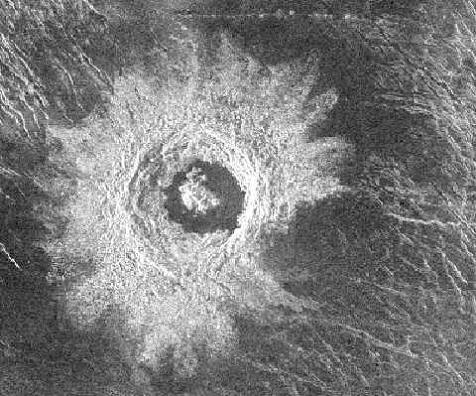
Golubkina, gigantesque volcan d'une trentaine de km diamètre ou cratère de 34 km creusé par une météorite ?
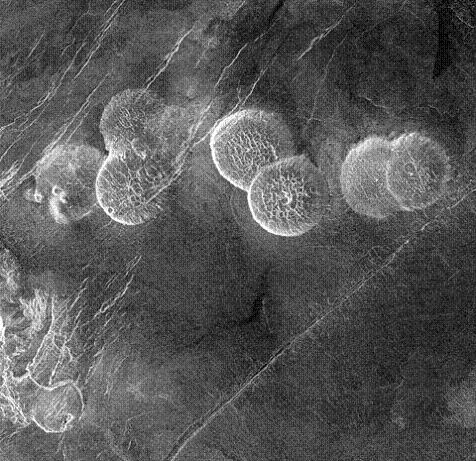
Une série de volcans (collines Domical de Alpha Regio) en forme de crêpes de 25 km de diamètre et de 750 m de hauteur.
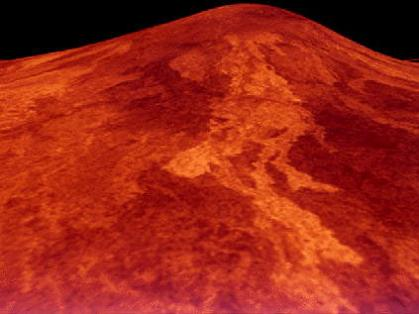
Un volcan en activité, le volcan Sif Mons.
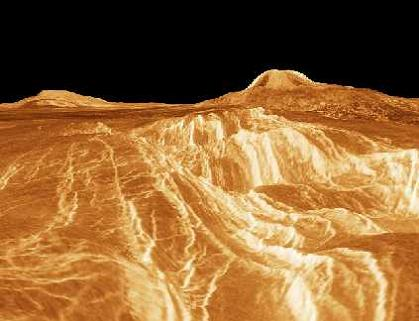
Le relief aux environs d'Eistla Regio.